# نیژنی اولشانتس
نیژنی اولشانتس (انگلیسی: Nizhny Olshanets) یک شهرک در بخش بلگورودسکی استان بلگورود کشور روسیه است.